# پیترو راوا
پیترو راوا (به ایتالیایی: Pietro Rava) بازیکن فوتبال و اهل ایتالیا است 

## تیم ملی
از سال ۱۹۳۵ میلادی عضو تیم ملی فوتبال ایتالیا بوده و در ۳۰ بازی ملی حضور داشته‌است. او در بازی‌های ملی‌اش گلی به ثمر نرساند.
پیترو راوا آخرین بازی ملی خود را در سال ۱۹۴۶ میلادی انجام داد.